# Ismaïla Samba Traoré
Ismaïla Samba Traoré, né le 25 avril 1949 à Bamako, est un auteur et éditeur malien.

## Biographie
Il a suivi des études universitaires de communication, de sociologie de la littérature et d’anthropologie à Bordeaux. Ismaïla Samba Traoré a travaillé d’abord à Radio Mali, puis à l’Institut des Sciences Humaines comme chercheur. Ensuite il a occupé des fonctions de directeur national, de conseiller technique, de chargé de mission et de chef de cabinet, au ministère chargé de la culture et au ministère de l’éducation de base. 
Comme écrivain, il a dirigé l’Union des Écrivains Maliens (entre 1984-1988) et l’Union des Poètes et Écrivains d’Afrique (Congrès de Grand Bassam, 1985).
Il dirige les Éditions La Sahélienne, maison d'édition malienne, qu'il a fondée en 1992. Longtemps spécialisée dans la littérature en langue nationale, elle s'est ouverte depuis 2010 à la littérature francophone au travers de trois nouvelles collections : La dune verte, 50 voix et Frifrini.
Ismaïla Samba Traoré a reçu le prix Ashoka en 1992. Il devient en 2012 président de PEN-Mali.